# Hemirhagerrhis
Hemirhagerrhis – rodzaj węży z rodziny Psammophiidae.

## Zasięg występowania
Rodzaj obejmuje gatunki występujące w Afryce (Burkina Faso, Togo, Niger, Czad, Sudan, Sudan Południowy, Etiopia, Somalia, Kenia, Uganda, Demokratyczna Republika Konga, Republika Środkowoafrykańska, Kamerun, Zambia, Tanzania, Malawi, Mozambik, Zimbabwe, Botswana, Angola, Namibia i Południowa Afryka, być może także Benin i Eswatini).

## Systematyka

### Etymologia
Hemirhagerrhis: gr. ἡμι- hēmi- „pół, mały”, od ἡμισυς hēmisus „połowa”; ῥαγη rhagē „szczelina, szpara”; ῥις rhis, ῥινος rhinos „nos, pysk”.

### Podział systematyczny
Do rodzaju należą następujące gatunki:
- Hemirhagerrhis hildebrandtii (Peters, 1878)
- Hemirhagerrhis kelleri Boettger, 1893
- Hemirhagerrhis nototaenia (Günther, 1864)
- Hemirhagerrhis viperina (Bocage, 1873)